# Médaille de la bravoure
La Médaille de la bravoure (M.B.) est la troisième décoration en importance du système de distinctions canadien pour des actes de bravoure après la croix de la Vaillance et l'Étoile du courage. Elle est remise en reconnaissance « d'actes de bravoure accomplis dans des circonstances dangereuses ».
La Médaille de la bravoure est une médaille ronde en argent. Sur l'avers, une feuille d’érable en or est entourée d’une couronne de laurier également en or. Le revers porte le Chiffre royal (les initiales du souverain régnant) ainsi que l'inscription bilingue : BRAVERY / BRAVOURE. Cette conception symbolise l'honneur et le courage des récipiendaires.
Les récipiendaires de la Médaille de la bravoure peuvent, en toute occasion indiquée, faire suivre leur nom de l'abréviation M.B..